# نشان ملی عراق
نشان ملی عراق (عربی: شِعَارُ العِرَاقِ)، نشان رسمی کشور عراق است. این نشان یک عقاب طلایی-سیاه را در حال بال‌های گشوده نمایش می‌دهد. پرچم عراق بر روی شکم عقاب است و در زیر عقاب نوشته شده است: «جمهوریة العراق». عقاب این نشان عقاب صلاح‌الدین ایوبی می‌باشد.

## نگارخانه